# Brigitte Bukovics
Brigitte Bukovics (* 18. März 1924 in Greifswald; † 12. August 2020 in Wien) war eine österreichische Mathematikerin.

## Leben
Brigitte Radon wuchs als Tochter des Universitätsprofessors und -rektors der Uni Wien Johann Radon an verschiedenen Orten auf. Durch das Universitätsleben geprägt, verbrachte sie ihre Kindheit in Breslau und war ab 1945 in Innsbruck. Dort studierte sie Mathematik und Physik. 1948 wurde sie an der Universität Innsbruck zur Doktorin der Philosophie promoviert.
Sie war eine der ersten Frauen in Österreich, die Mathematik und Physik an einer höheren Schule unterrichten durfte.
1951 heiratete sie den Mathematiker Erich Bukovics, mit dem sie bis zu dessen Tod 1975 verheiratet bleiben sollte.
Bis zu ihrem Tod lebte sie in Wien und wirkte dort weiter, um das wissenschaftliche Erbe ihres Vaters und ihres Gatten zu pflegen.

## Wirken
In verschiedenen Artikeln und Radioberichten schrieb sie über das Leben und Wirken ihres Vaters.